# Budka (album)
Budka (2000) je album nahrávek Petra Lutky a Emila Pospíšila z roku 1982. K původním nahrávkám, pořízeným na dvoustopý magnetofon, byla playbackem přihrána elektrická kytara. Nahrávky byly digitalizovány Vladimírem Misterkou v roce 2000. Distribuce: Indies Records.

## Seznam písní
1. Trpaslík a svět
2. Mamut
3. Pouť
4. Kleopatra
5. Vrána a liška
6. Drak Železňák
7. Vodník
8. Rosnička
9. Tlustokožec slon
10. Nešlapte psům na nohy
11. Dešťovka
12. Povídala mamka
13. Černá kočka
14. Strejček Sam
15. Jde Frantík (Ludvík Podéšť / Jaroslav Dietl, Ivo Štuka)
16. Láska na niti visí (neznámý autor)
17. Malované vozy
18. Budka
19. Brýle
20. Slunečné ráno
21. Máňa
22. Brilantní vyřešení zapeklitého problému
23. Až se pšenka vymlátí
24. Vlasy
25. V jedné zemi stalo se
26. Líza

Bonusy
1. Chobotnice
2. Kleopatra II. (reggae)
3. Líza II. (bigbít)
4. Jablíčko
5. Na zahrádce před domem

Není li uvedeno jinak, autorem písní je Jiří Zych.

## Obsazení
- Petr Lutka: kytara, zpěv
- Emil Pospíšil: elektrická kytara
- technická spolupráce: Petr Mayer